# Wahlkreis Hildburghausen
Der Wahlkreis Hildburghausen war ein Landtagswahlkreis zur Landtagswahl in Thüringen 1990, der ersten Landtagswahl nach der Wiedergründung des Landes Thüringen. Er hatte die Wahlkreisnummer 37.
Der Wahlkreis umfasste den kompletten damaligen  Landkreises Hildburghausen mit folgenden Städten und Gemeinden:  Bedheim, Beinerstadt, Biberau, Bockstadt, Brattendorf, Brünn/Thür., Bürden, Bad Colberg, Crock, Dingsleben, Ebenhards, Ehrenberg, Eicha, Eisfeld, Eishausen, Fehrenbach,
Friedrichshöhe, Gellershausen, Gerhardtsgereuth, Gießübel, Gleichamberg, Gleicherwiesen, Gompertshausen, Goßmannsrod,
Grimmelshausen, Harras, Heldburg, Hellingen, Henfstädt, Heßberg, Hetschbach, Heubach, Hildburghausen, Hirschendorf, Holzhausen, Käßlitz, Kloster Veßra, Langenbach, Leimrieth, Lengfeld, Linden, Lindenau, Massenhausen, Masserberg, Merbelsrod, Oberwind, Pfersdorf, Poppenhausen, Poppenwind, Reurieth, Rieth, Roth, Saargrund, Sachsenbrunn, St. Bernhard, Schirnrod, Schlechtsart, Schnett, Schönbrunn, Schwarzbach, Schweickershausen, Simmershausen, Steinbach, Stelzen, Stressenhausen, Streufdorf, Themar, Ummerstadt, Veilsdorf, Völkershausen, Wachenbrunn, Waffenrod, Waldau, Weitersroda, Westhausen, Wiedersbach und Zeilfeld.

## Ergebnisse
Die Landtagswahl 1990 fand am 14. Oktober 1990 statt und hatte folgendes Ergebnis für den Wahlkreis Hildburghausen:
| Direktkandidat       | Partei (Kürzel) | Erststimmen (%) | Zweitstimmen (%) |
| -------------------- | --------------- | --------------- | ---------------- |
| Hans-Henning Axthelm | CDU             | 43,9            | 43,8             |
|                      | Chr. L          | -               | 00,1             |
|                      | DFD             | 03,1            | 02,3             |
|                      | REP             | -               | 01,4             |
|                      | DBU             | 00,7            | 00,5             |
|                      | DSU             | 07,2            | 05,0             |
|                      | F.D.P.          | 09,4            | 09,6             |
|                      | LL-PDS          | 09,6            | 09,8             |
|                      | NPD             | -               | 00,2             |
|                      | NFGRDJ          | 04,0            | 04,3             |
|                      | SPD             | 21,4            | 22,3             |
|                      | UFV             | 00,7            | 00,7             |

Es waren 43.757 Personen wahlberechtigt. Die Wahlbeteiligung lag bei 73,2 %.  Als Direktkandidat wurde Hans-Henning Axthelm (CDU) gewählt. Er erreichte 43,9 % aller gültigen Stimmen.